# Forst (Lausitz)
Forst (Lausitz) (ⓘ), niedersorbisch Baršć (Łužyca), ist die Kreisstadt des brandenburgischen Landkreises Spree-Neiße in der Niederlausitz. Forst ist neben Neukirch/Lausitz der einzige Ort mit dem Namenszusatz Lausitz, andere Orte benennen in ihren Namenszusätzen den jeweiligen Teil der Lausitz explizit, beispielsweise Weißwasser/Oberlausitz. Die Stadt führt den amtlichen Namenszusatz „Kreis- und Rosenstadt/Wokrejsne a rožowe město“.

## Geografie
Die Stadt liegt 20 Kilometer östlich von Cottbus an der Lausitzer Neiße. Am gegenüberliegenden polnischen Ufer liegt die Ortschaft Zasieki (deutsch: Skaren, ehemals Berge) der Gemeinde Brody (Pförten), die bis 1945 ein Forster Stadtteil war. Durch die Innenstadt fließt der 1380 angelegte Mühlgraben. Die Malxe fließt durch die westlichen Stadtteile. Das Naturschutzgebiet Euloer Bruch befindet sich nordwestlich der Innenstadt.

## Stadtgliederung
Die Stadt gliedert sich in die Ortsteile und Wohnplätze (niedersorbische Bezeichnungen in Klammern):
- Bohrau (Bórow)
- Briesnig (Rjasnik)
- Horno (Rogow), seit 2003 neue Siedlung für das vom Tagebau überbaggerte Dorf Horno bei Jänschwalde
- Groß Bademeusel (Wjelike Bóžemysle)
- Groß Jamno (Jamne)
- Klein Bademeusel (Małe Bóžemysle) mit dem Wohnplatz Försterei Bademeusel (Bóžemyslańska Gólnikaŕnja)
- Klein Jamno (Małe Jamne)
- Mulknitz (Małksa)
- Naundorf (Glinsk) mit dem Wohnplatz Neu Sacro (Nowy Zakrjow)
- Sacro (Zakrjow)

Zum ortsteifreien Kerngebiet der Stadt Forst gehören die Wohnplätze Domsdorf (Domašojce), Eigene Scholle (Swójske Grunty), Eulo (Wiłow), Försterei Keune (Gólnikaŕnja Chójna), Keune (Chójna; bis 30. November 1937 Koyne), Mexiko und Noßdorf (Nosydłojce). Die ehemaligen Forster Stadtteile Berge und Scheuno liegen seit 1945 in Polen.

## Geschichte

### Mittelalter
Südlich des sorbischen Dorfes Altforst mit der Marienkirche bildete sich wohl um 1150 am Übergang der wichtigen West-Ost-Straße von Halle nach Glogau (Salzstraße) über die Neiße eine Kaufmannssiedlung mit Nikolaikirche, woraus sich seit etwa 1265 die regelmäßig angelegte, im 14. Jahrhundert erstmals als solche bezeichnete Stadt entwickelte, für deren Gedeihen später auch die Nord-Süd-Straße von Guben in die Niederlausitz an Bedeutung erlangte. Der Rat konnte die Niedergerichte erwerben.
1352 bekam Katharina von Ileburg vom böhmischen (und römisch-deutschen) König Karl IV. als Markgraf der Niederlausitz die Herrschaft Forst verliehen. Seit 1380 saßen auf der Burg westlich des Mühlgrabens die Biebersteiner als Vasallen des Markgraftums Niederlausitz, zumeist in Verbindung mit der Herrschaft Pförten, die in der Landesverfassung eine bevorzugte Stellung als Freie Standesherrschaft innehatte. Sie blieben dort bis zum Aussterben der Adelsfamilie mit Ferdinand II. 1667. Im Jahre 1428 bestätigten Ulrich, Wenzel und Friedrich von Bieberstein die Stadtrechte.

### Frühe Neuzeit
Nach der Reformation wurde im 16. Jahrhundert auch in Forst in der sorbischen Volkssprache gepredigt. Vier der sieben Bürgermeister dieses Jahrhunderts trugen sorbische Namen.
Im Dreißigjährigen Krieg besetzte 1626 der Feldherr Wallenstein mit seinen Truppen Forst. Infolge des Traditionsrezesses des Prager Friedens fiel die Stadt – wie die Niederlausitz insgesamt – 1635 an das Kurfürstentum Sachsen.
Das seit 1418 privilegierte Tuchmacherhandwerk prägte die Wirtschaft der Stadt, es erhielt seit 1628 Zuzug durch Tuchmacher aus den Niederlanden sowie den Orten Lissa, Meseritz und Fraustadt aus der Provinz Posen, so dass 1695 die Innung 50 Meister zählte. 1704 nahm Herzogin Luise Elisabeth von Sachsen-Merseburg ihren Witwensitz in Forst. 1746 erwarb Graf Heinrich von Brühl die Standesherrschaft Forst und vereinigte sie wieder mit Pförten. 1748 verheerte ein großer Brand die Stadt. Der Wiederaufbau erfolgte nach Plänen von Brühl und Baumeister Johann Christoph Knöffel. Nach 1750 richtete der Graf als Besitzer von Forst eine Tuch- und Leinenmanufaktur im Jahnschen Schloss ein. 1763 wurde Graf Heinrich von Brühl unter dem Taufstein der Stadtkirche beigesetzt.

### 19. Jahrhundert
Um 1800 wurden die sorbischen Gottesdienste in Forst als Folge der von den Landesherren betriebenen Germanisierungspolitik abgeschafft. 1815 kam Forst durch den Wiener Frieden an Preußen und wurde dem brandenburgischen Kreis Sorau im Regierungsbezirk Frankfurt zugeteilt. 1821 errichtete der Kaufmann Jeschke auf dem Schlossgrundstück die erste Spinnfabrik. 1832 erschien die erste Forster Zeitung. 1837 erfolgte die Vereinigung der Stadt- und Amtsgemeinde. Die Herstellung von Buckskin seit 1840 und die Einführung der Dampfmaschine 1844 ließ Forst zu einer der bedeutendsten Textilstädte werden („deutsches Manchester“).
1863 nahm die Gasfabrik ihren Betrieb auf, 1888 eröffnete der städtische Schlachthof und 1903 das Wasserwerk. 1875 wurde das Dorf Altforst eingemeindet. 1880 entstand das Gymnasium und 1891 die Webschule. Im Jahr 1897 suchte ein verheerendes Hochwasser die Stadt heim. Die Einwohnerzahl stieg mit der Industrialisierung von 2.600 im Jahre 1830 auf 32.000 im Jahre 1900. 1872 entstand die Bahnverbindung nach Cottbus und Sorau, 1891 nach Weißwasser und 1904 nach Guben. Ende des 19. Jahrhunderts bildeten sich die ersten Parteien (1871 der örtliche Sozialdemokratische Arbeiterverein und die Ortsgruppe der SDAP). 1897 schied die Stadt Forst aus dem Kreis Sorau aus und bildete einen eigenen Stadtkreis.

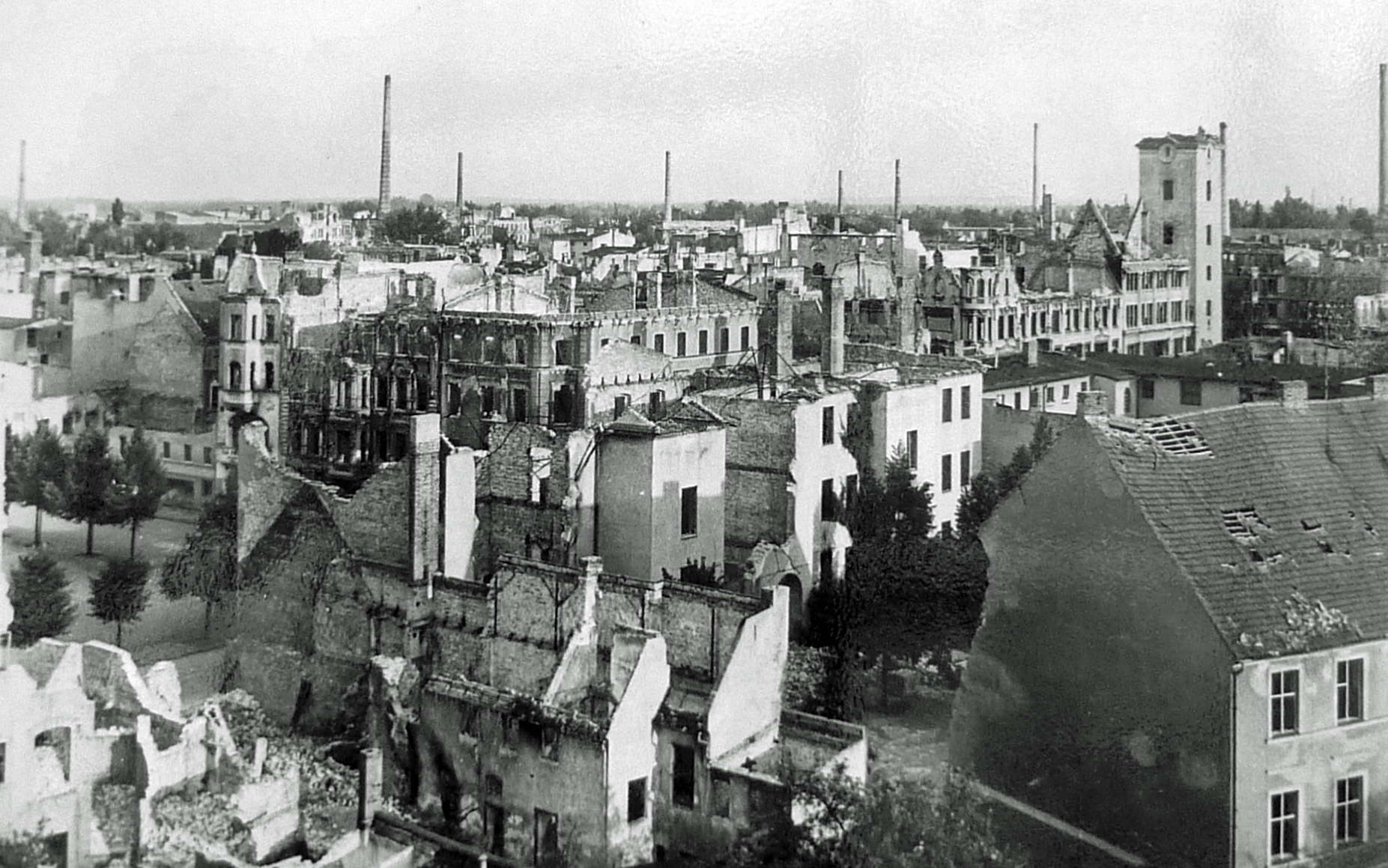
Zerstörte Stadt Forst (Lausitz) am Ende des Zweiten Weltkriegs, 1945

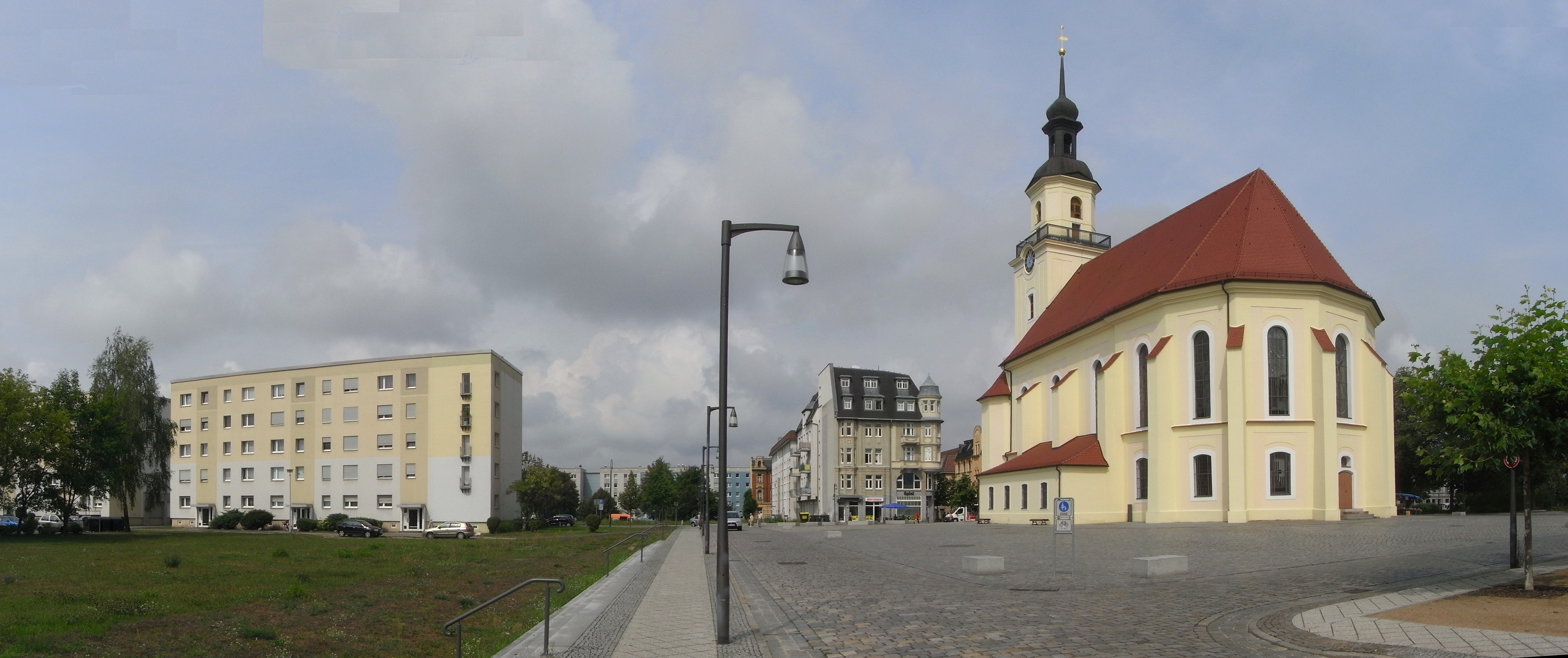
Freiflächen am Markt erinnern an die weitgehende Zerstörung

### 20. und 21. Jahrhundert
Im Jahr 1922 wurde die Große Neißebrücke errichtet, und 1932 begann man mit der Regulierung des Flusses. 1937 feierte die Stadt das 450-jährige Bestehen der Königskompanie der Forster Schützengilde. Die Synagoge, die die jüdische Gemeinde um die Wende vom 19. zum 20. Jahrhundert in der Wasserstraße 6 in einem Wohnhaus errichtet hatte, wurde in der Pogromnacht 1938 von SA-Männern geschändet. Durch die Tat eines Feuerwehrmannes wurde sie vor dem Abbrennen gerettet, 1945 im Krieg nicht totalzerstört, wurde das Gebäude wieder aufgebaut. Ab den 1950er Jahren befand sich im Erdgeschoss des Hauses der Forster Liegenschaftsdienst, und im ersten OG. die Volksbücherei (Allgemeine Öffentliche Bibliothek). Erst im Jahr 1976 ist das Gebäude, wie das gesamte Viertel im Rahmen des komplexen Wohnungsbauprogrammes der Stadt abgerissen worden. 1939 wurde mit dem Bau der Sprengchemie Forst-Scheuno im Stadtteil Forst-Scheuno (heute Brożek) begonnen.
Ab Mitte Februar 1945 hatte die sowjetische Armee einen Brückenkopf am jenseitigen Neißeufer gebildet. Am 25. Februar begann die Beschießung der Stadt. Die Verteidigung der Stadt dauerte bis zum April.
Vom 16. bis 18. April eroberten sowjetische Truppen die Stadt Forst. Nach Beendigung der Kämpfe lagen 85 Prozent der Stadt in Trümmern. Die Gebiete östlich der Neiße (Stadtteil Berge) wurden unter polnische Verwaltung gestellt und so gut wie vollständig devastiert, die Einwohner vertrieben. Auf polnischer Seite lebten 2010 etwas mehr als 350 Menschen.
Im April 1945 wurden im Dorf Weißagk 80 Deserteure der Wehrmacht von SS-Leuten erschossen. Als der Ort dem Tagebau weichen musste, wurden die Opfer auf den Friedhof in Forst umgebettet.
Im Jahr 1952 erhielt Forst den Status einer Kreisstadt (Kreis Forst) des Bezirks Cottbus. 1964 wurden sämtliche Forster Textilbetriebe zum VEB Tuchfabriken Forst zusammengelegt. Mit ungefähr 3.000 Arbeitern in der Textilbranche war Forst auch in der DDR ein wichtiger Textilstandort. In den 1970er und 1980er Jahren wurden zahlreiche neue Gebäude in der Innenstadt errichtet. Mit der Wende in der DDR im Jahre 1989 begann eine Neustrukturierung der kommunalen Infrastruktur. 1993 wurde Forst Kreisstadt des Landkreises Spree-Neiße. 2002 erfolgte die Eröffnung der deutsch-polnischen Grenzbrücke Forst–Zasieki („Brücke der Europäischen Union“). 2004 erhielt Forst den Titel Rosenstadt.
Unter dem Motto „Blumen statt Waffen“ stellte Thomas Rother aus Essen neun „Grenzrosen“ auf, die letzte 2013 im Rosengarten zum 750. Stadtjubiläum.

## Bevölkerungsentwicklung
Bei der Angabe von 1820 handelt es sich um eine Schätzung, danach um Volkszählungsergebnisse oder amtliche Fortschreibungen des Statistischen Landesamtes.
Die Angaben beziehen sich ab 1843 auf die „ortsanwesende Bevölkerung“, ab 1925 auf die Wohnbevölkerung und seit 1966 auf die „Bevölkerung am Ort der Hauptwohnung“. Vor 1843 wurde die Einwohnerzahl nach uneinheitlichen Erhebungsverfahren ermittelt.
Die angegebenen Zahlen wurden vom Amt für Statistik Berlin-Brandenburg bzw. seinen Vorläufern aufbereitet und berücksichtigen daher grundsätzlich nur dessen Bearbeitungsgebiet, also das Territorium der Stadt, soweit es heute zu Brandenburg gehört. Daher wird rückwirkend das ehemalige Forster Stadtgebiet östlich der Neiße, das 1945 an Polen gelangte, aus der Betrachtung ausgeklammert. Bei dessen Einbeziehung wären die Einwohnerzahlen der Stadt vor 1945 deutlich höher. So wurden in der Amtlichen Statistik des Deutschen Reichs zum Zeitpunkt der Volkszählung am 16. Juni 1933 für die Stadt Forst 37.768 Einwohner ermittelt; zum Zeitpunkt der Volkszählung am 17. Mai 1939 dann für die Stadt Forst 37.975 Einwohner. Durch die Eingemeindungen von Domsdorf, Eulo, Keune, Noßdorf und Scheuno und eines Teils von Jähnsdorf am 1. April 1940 ergab sich rückwirkend für den 17. Mai 1939 sogar ein Wert von 44.802 Einwohnern.
Die Einwohnerzahl nimmt stetig ab.
| Jahr | Einwohner |
| ---- | --------- |
| 1820 | 02.600    |
| 1875 | 11.925    |
| 1890 | 16.870    |
| 1910 | 24.275    |
| 1925 | 25.880    |
| 1933 | 27.030    |
| 1939 | 27.342    |

| Jahr | Einwohner |
| ---- | --------- |
| 1946 | 29.829    |
| 1950 | 30.475    |
| 1964 | 29.860    |
| 1971 | 29.134    |
| 1981 | 27.013    |
| 1985 | 26.395    |

| Jahr | Einwohner |
| ---- | --------- |
| 1990 | 25.844    |
| 1995 | 25.701    |
| 2000 | 24.309    |
| 2005 | 22.391    |
| 2010 | 20.618    |
| 2015 | 18.773    |

| Jahr | Einwohner |
| ---- | --------- |
| 2020 | 17.691    |
| 2021 | 17.545    |
| 2022 | 17.431    |
| 2023 | 17.303    |
| 2024 | 17.155    |

Gebietsstand des jeweiligen Jahres (aber bis 1945 unter Ausklammerung des heute polnischen Gebiets), Einwohnerzahl: Stand 31. Dezember (ab 1990), ab 2011 auf Basis des Zensus 2011, ab 2022 auf Basis des Zensus 2022

## Politik

### Stadtverordnetenversammlung
Die Stadtverordnetenversammlung von Forst (Lausitz) besteht aus 28 Stadtverordneten und der hauptamtlichen Bürgermeisterin. Die Kommunalwahl am 9. Juni 2024 führte zu folgendem Ergebnis:
| Partei / Wählergruppe                | Sitze 2024 | Stimmenanteil 2024 | Sitze 2019 | Stimmenanteil 2019 |
| ------------------------------------ | ---------- | ------------------ | ---------- | ------------------ |
| AfD                                  | 11         | 38,0 %             | 8          | 30,0 %             |
| CDU                                  | 5          | 17,8 %             | 5          | 16,8 %             |
| SPD                                  | 4          | 14,3 %             | 4          | 12,5 %             |
| Gemeinsam für Forst                  | 3          | 09,5 %             | 4          | 13,3 %             |
| Die Linke                            | 2          | 06,2 %             | 4          | 14,4 %             |
| Unabhängig Links – BVB/FW            | 1          | 05,1 %             | –          | –                  |
| FDP                                  | 1          | 04,4 %             | 2          | 07,0 %             |
| Bündnis 90/Die Grünen                | 1          | 01,8 %             | 1          | 02,8 %             |
| Einzelbewerber Hans-Jörg Auerswald   | –          | 01,7 %             | –          | –                  |
| Unabhängige Wählergemeinschaft – SPN | –          | 00,7 %             | –          | –                  |
| Einzelbewerber Michael Ernst         | –          | 00,5 %             | –          | –                  |
| Insgesamt                            | 28         | 100 %              |            |                    |

Bei der konstituierenden Sitzung der Stadtverordnetenversammlung wurden die folgenden Fraktionen gebildet: AfD (11 Sitze), SPD/FDP/Grüne (6 Sitze), CDU (5 Sitze), Gemeinsam für Forst (3 Sitze) und Die Linke (2 Sitze). Ein Stadtverordneter bleibt fraktionslos.
Vorsitzender der Stadtverordnetenversammlung ist Ingo Paeschke (Unabhängig Links – BVB/Freie Wähler), seine Stellvertreter sind Ingo Bochmann (AfD) und Hermann Kostrewa (SPD).

### Bürgermeister
- 1990–2006: Gerhard Reinfeld (CDU)
- 2006–2015: Jürgen Goldschmidt (FDP)
- 2015–2017: Philipp Wesemann (SPD)
- seit 2018: Simone Taubenek (parteilos)[14]

2006 wurde Reinfeld fraktionsübergreifend Vetternwirtschaft vorgeworfen und daher ein Bürgerentscheid zu seiner Abwahl eingeleitet, der am 8. Oktober 2006 mit einer Zustimmung von 85 % erfolgreich war. Am 18. Februar 2007 wurde Jürgen Goldschmidt in einer Stichwahl mit 57,4 % der gültigen Stimmen als neuer Bürgermeister gewählt, nachdem er am 28. Januar 2007 mit 45,8 % die nötige Mehrheit verfehlt hatte.
Bei der Bürgermeisterstichwahl am 15. März 2015 setzte sich der 25-jährige SPD-Kandidat Philipp Wesemann mit 60,6 % der gültigen Stimmen gegen seinen Mitbewerber durch. Wesemann war bei seinem Amtsantritt Brandenburgs jüngster Bürgermeister sowie der jüngste Bürgermeister einer Kreisstadt in Deutschland. Am 24. November 2017 schied Wesemann freiwillig aus dem Amt aus und kam damit einer geplanten Abwahl zuvor. Bis zur Neuwahl 2018 übernahm der bisherige Stellvertreter Jens Handreck die Aufgaben des Bürgermeisters.
In der Bürgermeisterstichwahl am 6. Mai 2018 wurde die parteilose Simone Taubenek mit 53,7 % der gültigen Stimmen für eine Amtszeit von acht Jahren zur neuen Bürgermeisterin gewählt.

### Wappen
Das aktuelle Wappen wurde am 13. April 2011 genehmigt.
Blasonierung: „In Rot ein goldener Schild, belegt mit einer linksgekehrten, fünfendigen roten Hirschstange. Auf dem Helm mit Decken aus einer Krone wachsend die Wappenfigur, alles golden.“

Wappen der Stadt bis 2011
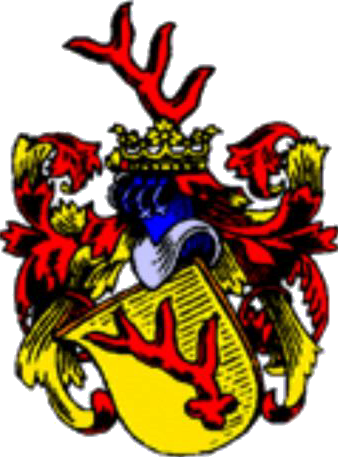
Vollwappen der Stadt Forst (Lausitz)

Historische Wappen
Im Auftrage des Magistrats fertigte Gustav Adolf Closs aus Berlin einen Entwurf an, der durch Beschluss des Magistrats vom 29. Oktober 1924 zum geltenden Stadtwappen wurde.
Das Wappen wurde am 4. September 1992 genehmigt. Dieses Vollwappen wird heute nur für repräsentative Zwecke verwendet. Seit dem 3. Dezember 2005 wird für hoheitliche (amtliche) Zwecke das Wappen ohne Oberwappen (d. h. ohne Helm und Helmzier) verwendet.
Blasonierung: „In Gold eine aufgerichtete, nach rechts gebogene vierendige rote Hirschstange mit einem kleeblättrigen Rosenstock.“
Es handelt sich ursprünglich um das Wappen der Herren von Bieberstein, die lange Zeit auch Stadtherren von Forst waren.

### Städtepartnerschaften
Forst pflegt seit 1990 städtepartnerschaftliche Beziehungen zu Wermelskirchen in Nordrhein-Westfalen und seit 2000 zu den beiden polnischen Gemeinden Lubsko und Brody.

## Sehenswürdigkeiten und Kultur

### Bauwerke
In der Liste der Baudenkmale stehen die in der Denkmalliste des Landes Brandenburg eingetragenen Denkmäler, darunter mehrere Tuchfabriken, mehrere Kirchen und der Wasserturm, das Wahrzeichen der Stadt. Die Bodendenkmale sind dort aufgeführt.
Stadtkirche St. Nikolai: Die Grundlegung für das Bauwerk fand im 12. Jahrhundert statt. In einer Gruft der Kirche fand Heinrich von Brühl seine letzte Ruhestätte. Die farbigen Fenster in der Apsis mit Tuchmotiven stammen von dem Berliner Künstler Helge Warme, der auch den Altarhintergrund mit 144 unterschiedlichen Glasplatten gestaltete.

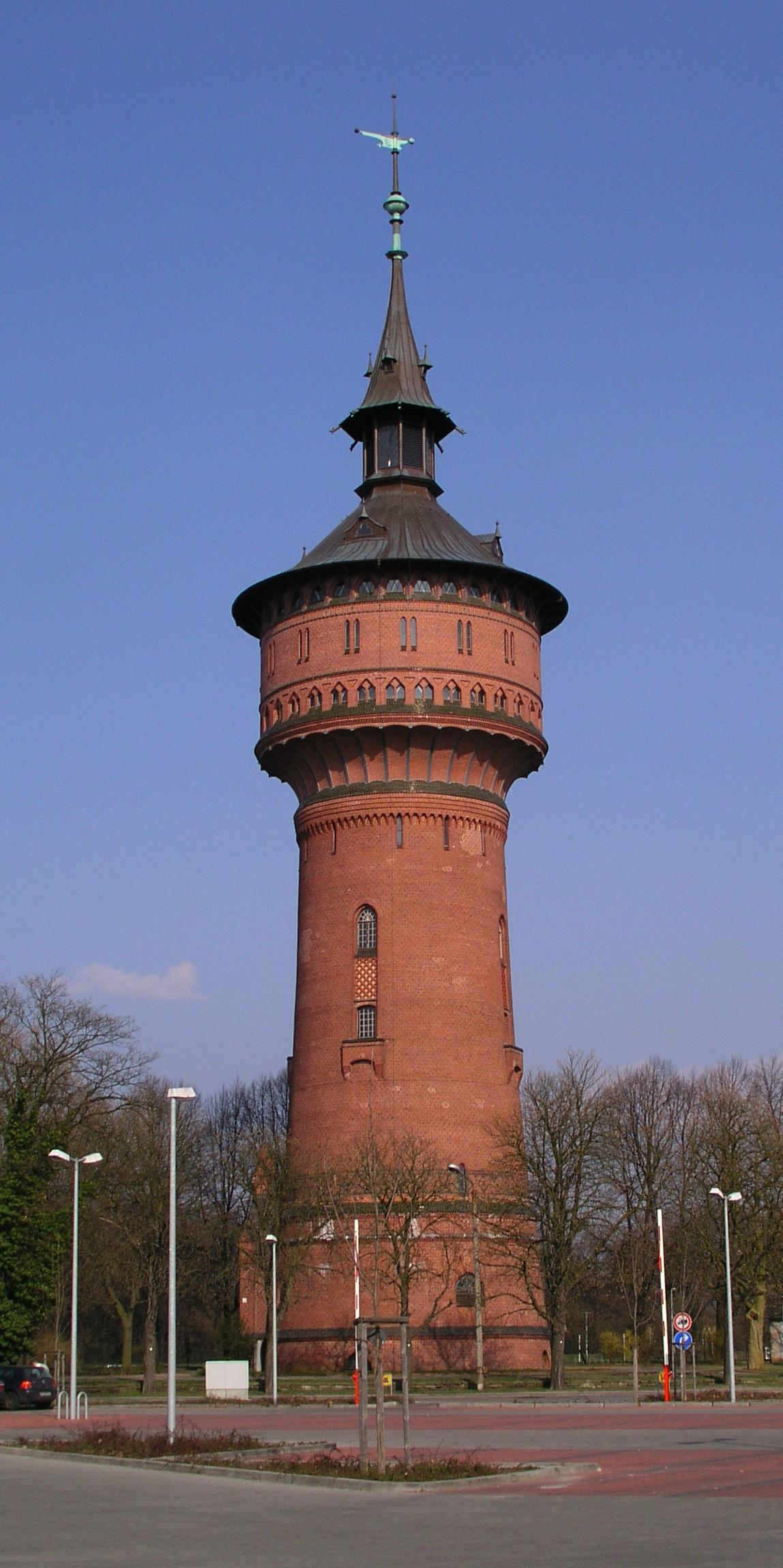
Wasserturm
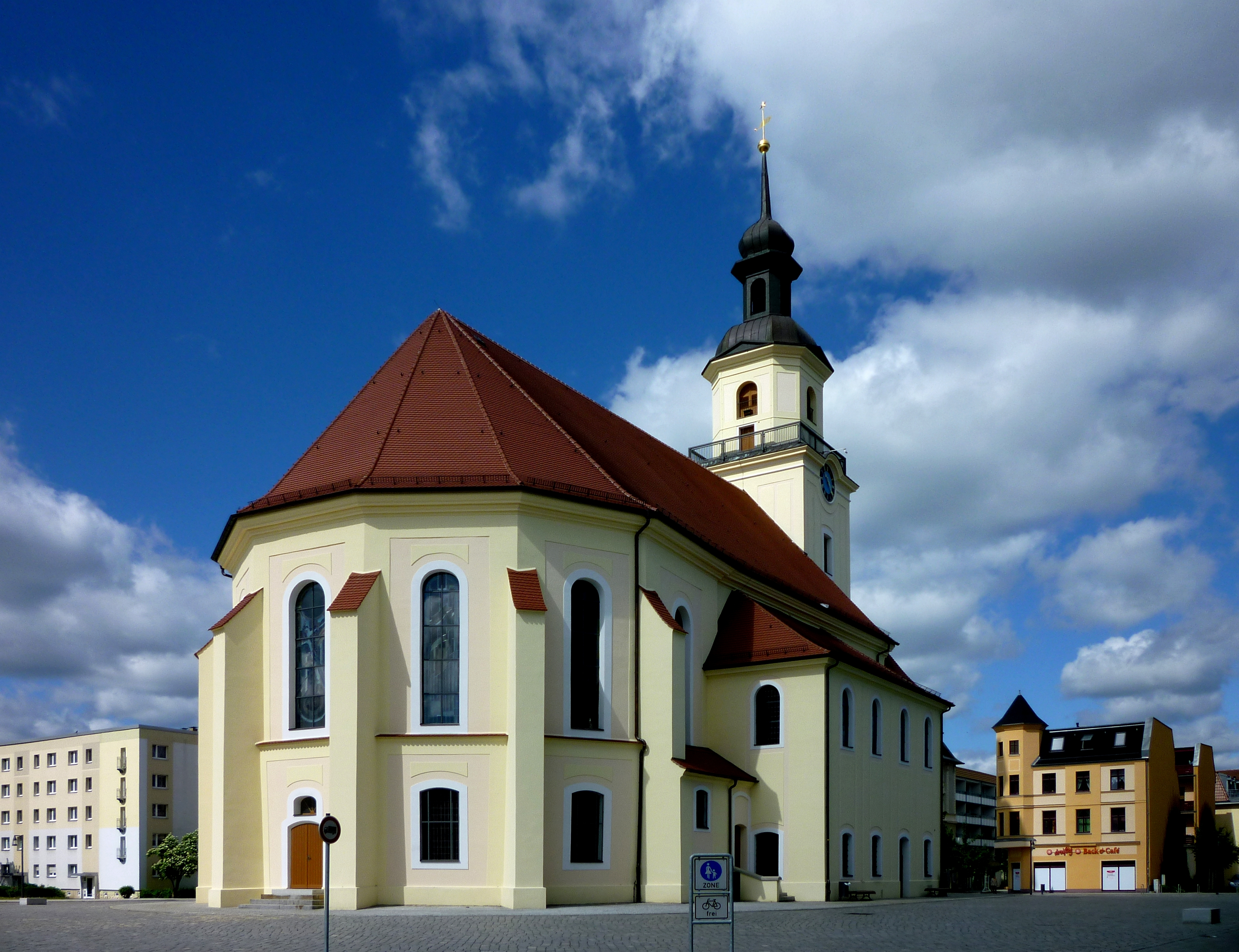
Stadtkirche St. Nikolai
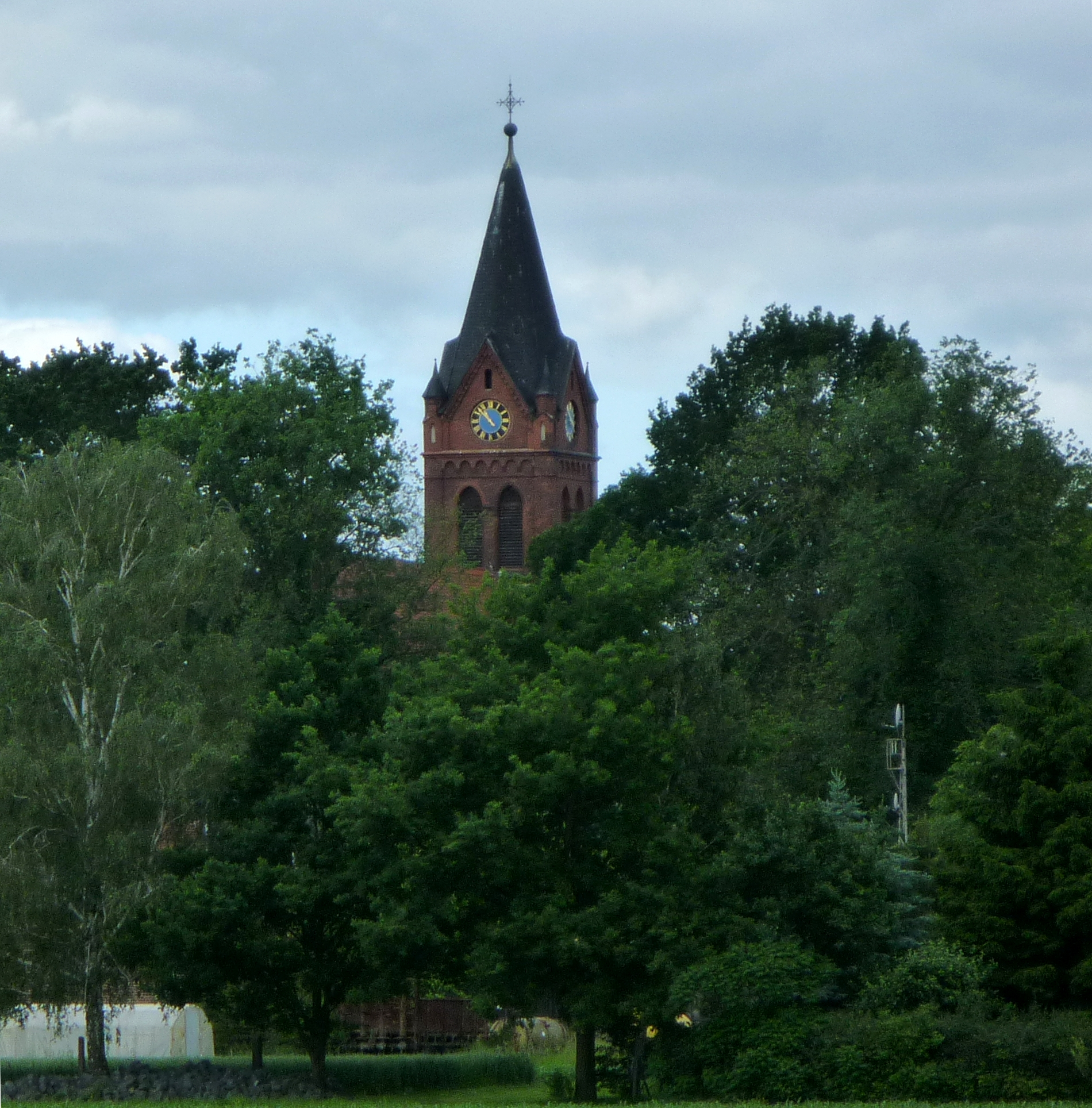
Kirche im Ortsteil Sacro
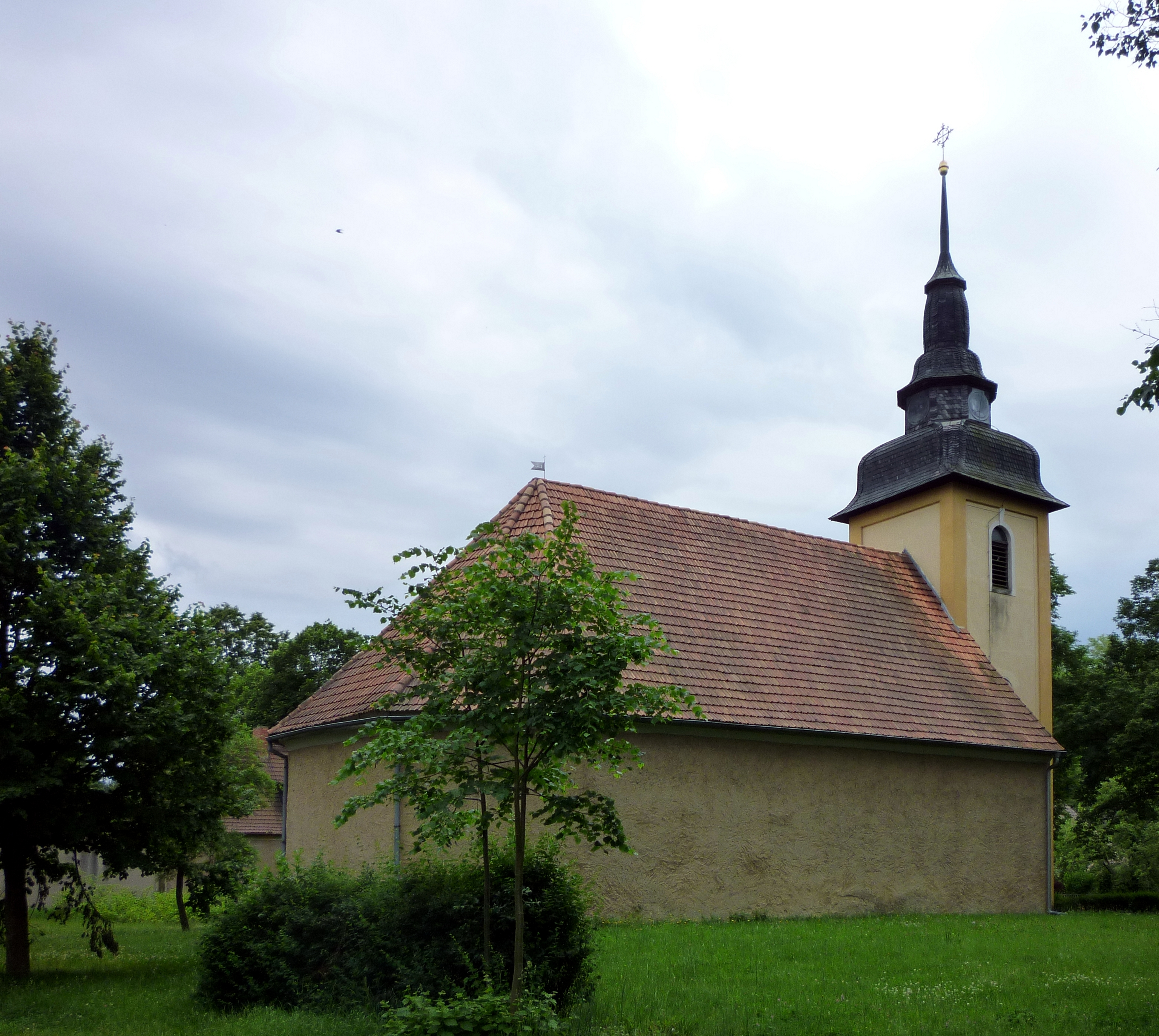
Kirche im Ortsteil Groß Bademeusel

### Gedenkstätten
- Denkmal von 1950 für die Opfer des Faschismus auf dem Platz des Friedens
- Gedenkstein für 80 erschossene Wehrmachtsdeserteure auf dem Hauptfriedhof an der Frankfurter Straße
- Ehrengrabanlage von 1981 für verstorbene Widerstandskämpfer gegen den Faschismus
- Gedenkstein von 1977 für vier ermordete Kriegsgegner an der Spremberger/Ecke Triebeler Straße
- Gedenkstein von 1998 am Standort der ehemaligen jüdischen Synagoge in der Uferstraße[24]
- Ehrenmal für die Gefallenen des Ersten Weltkrieges im Ortsteil Bohrau

### Museum

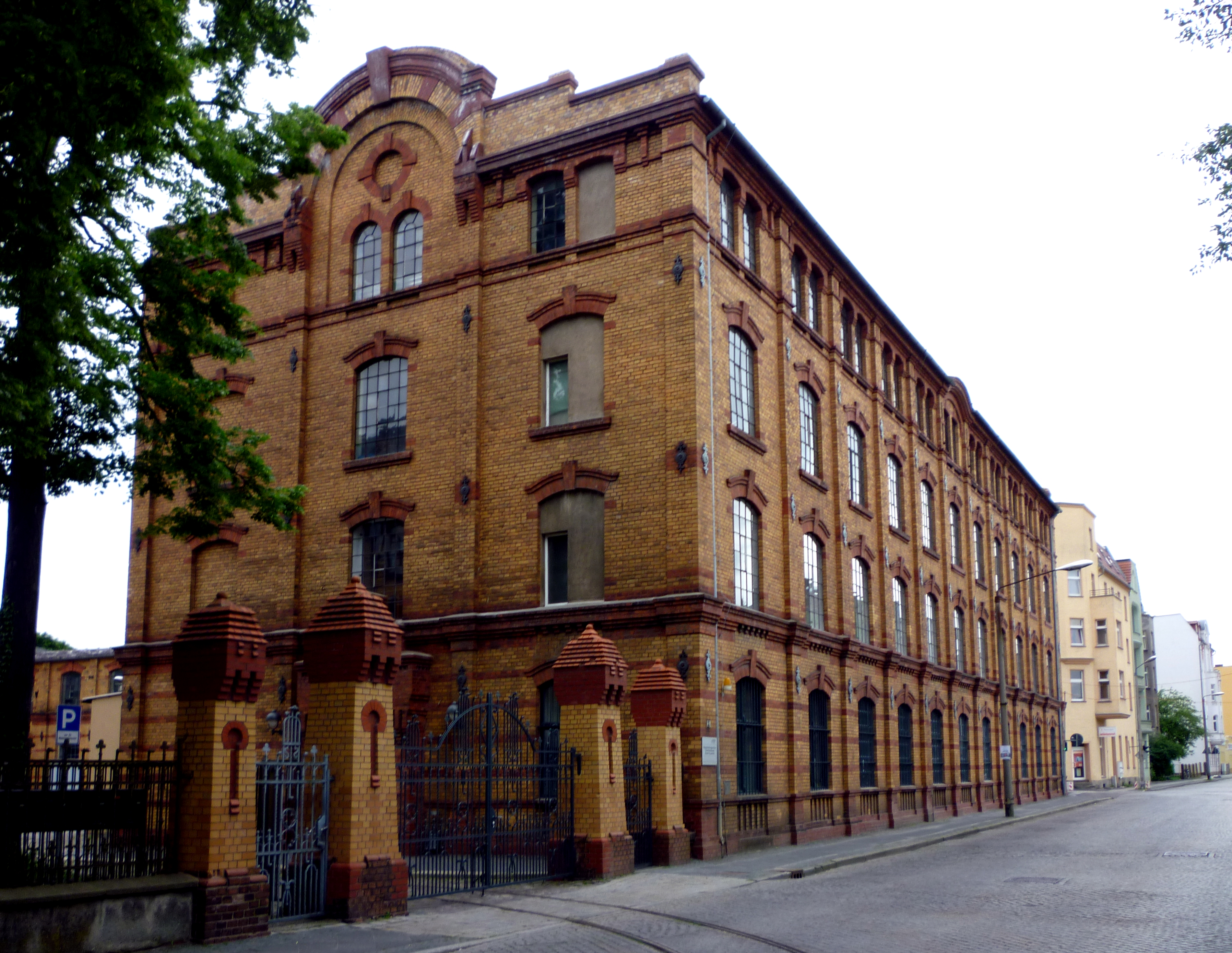
Textilmuseum

Das Brandenburgische Textilmuseum Forst (Lausitz) ist ein Industrie- und Stadtmuseum, das 1995 in einer stillgelegten denkmalgeschützten Tuchfabrik eröffnet wurde. Ausstellungsschwerpunkte sind die Geschichte des Tuchmacherhandwerks und damit eng verknüpft die Geschichte der Stadt Forst (Lausitz). Im Stadtteil Horno befindet sich das Archiv verschwundener Orte, ein Dokumentations- und Informationszentrum der durch den Braunkohlenabbau abgebaggerten Dörfer in der Lausitz.

### Regelmäßige Veranstaltungen
Die Stadt ist wegen des Ostdeutschen Rosengartens weit über die Landesgrenzen hinaus bekannt. Traditionell finden die Rosengartenfesttage am letzten Juni-Wochenende statt. Jedes Jahr im Frühjahr wird die Forster Rosenkönigin gewählt, welche die Stadt und den Ostdeutschen Rosengarten repräsentieren soll.
„Die Grüne Saison“ wird mit dem Reit- und Springturnier auf der Radrennbahn eröffnet.
Auf der Radrennbahn wird auch jährlich zu Pfingsten ein Steherrennen veranstaltet.

## Wirtschaft und Infrastruktur

### Unternehmen
In der Stadt gibt es eine Vielzahl mittelständischer Unternehmen, darunter Unternehmen für Metallbau und -verarbeitung, Logistikunternehmen, Hersteller von Baustoffen und andere Dienstleister. Von den einstigen Tuchfabriken ist heute keine mehr aktiv.

### Verkehr

#### Schienenverkehr

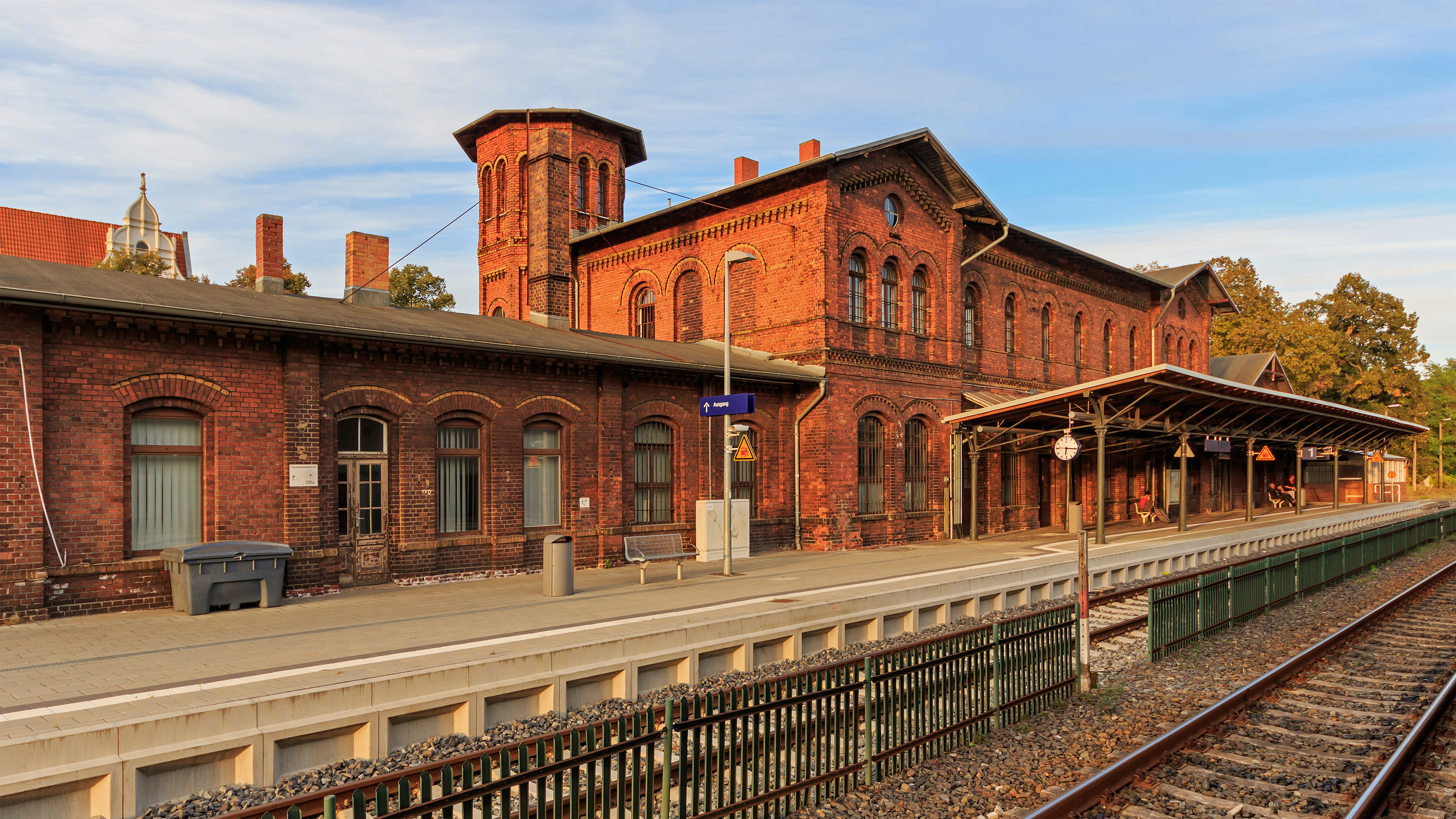
Bahnhof Forst (Lausitz)

Der Bahnhof Forst (Lausitz) liegt an der Bahnstrecke Cottbus–Żary (Sorau). Es verkehren Regionalbahnen nach Cottbus und Żagań (Sagan). Auf der Bahnstrecke Forst–Guben gab es von 1904 bis 1981 und auf der Bahnstrecke Weißwasser–Forst von 1896 bis 1996 Güter- und Personenverkehr. Beide Strecken sind inzwischen größtenteils stillgelegt und teilweise abgebaut. Auf der einstigen Bahnstrecke nach Weißwasser besteht zwischen Forst, dem südlich gelegenen Gewerbegebiet in Nähe der Autobahn A15 sowie der Gemeinde Groß Schacksdorf-Simmersdorf regelmäßiger Güterverkehr.
Von 1893 bis 1965 bestand die Forster Stadteisenbahn, eine straßenbahnähnliche Kleinbahn mit Güterverkehr.

#### Busverkehr
Der öffentliche Personennahverkehr wird unter anderem durch den PlusBus des Verkehrsverbund Berlin-Brandenburg erbracht. Folgende Verbindungen führen, betrieben von der Spree-Neiße-Bus, ab Forst:
- Linie 851: Forst ↔ Simmersdorf ↔ Groß Kölzig ↔ Döbern
- Linie 858: Forst ↔ Briesnig ↔ Grießen ↔ Guben

#### Straßenverkehr
Forst liegt an der Bundesstraße B 112 zwischen Guben und der Anschlussstelle Forst an der A 15 (Dreieck Spreewald–Grenzübergang Forst–Olszyna). An dieser Anschlussstelle an der südlichen Stadtgrenze setzt sich die Straße als B 115 nach Bad Muskau und Görlitz fort. Die Landesstraße L 49 (bis 2005 B 122) zwischen Cottbus und der Anschlussstelle Bademeusel der A 15 durchquert in West-Südost-Richtung das Stadtgebiet.
In der Innenstadt gibt es keinen Grenzübergang nach Polen. Der Straßenübergang Forst–Zasieki befindet sich etwa 3 km nördlich des Stadtzentrums.

#### Luftverkehr
Mit dem Flugplatz Neuhausen sowie dem Flugplatz Welzow befinden sich gegenwärtig zwei aktive Verkehrslandeplätze in der Region. Rund 30 km nördlich von Forst befand sich zudem der Flugplatz Cottbus-Drewitz. Am 31. Januar 2020 wurde der dortige Flugbetrieb vollständig eingestellt. Der etwa 9 km südlich gelegene ehemalige Flugplatz Preschen wurde hingegen bis 1994 rein militärisch genutzt.

### Bildung
Forst hat mehrere Grundschulen, eine Oberschule, ein Oberstufenzentrum (OSZ) und das Friedrich-Ludwig-Jahn-Gymnasium. Dieses wurde zu einer Europaschule entwickelt, die diverse Schüleraustausch-Programme sowie bilingualen Unterricht anbietet. Das Friedrich-Ludwig-Jahn-Gymnasium trägt den Titel „Schule ohne Rassismus“ und verfügt über ein kulturell-ästhetisches Profil.

### Sport

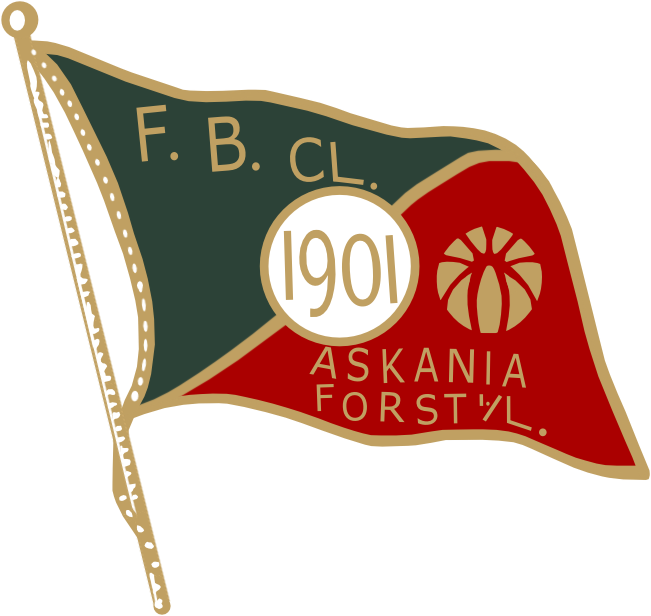
FC Askania Forst
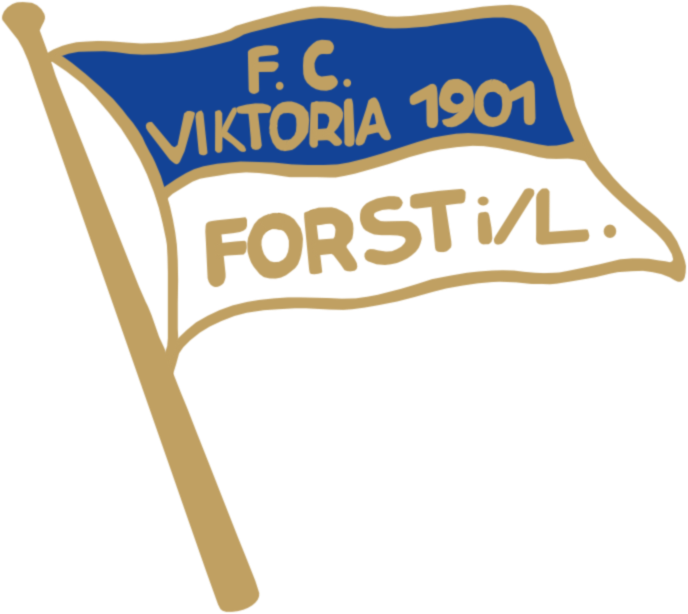
FC Viktoria Forst
TV 1861 Forst
SV Süden Forst

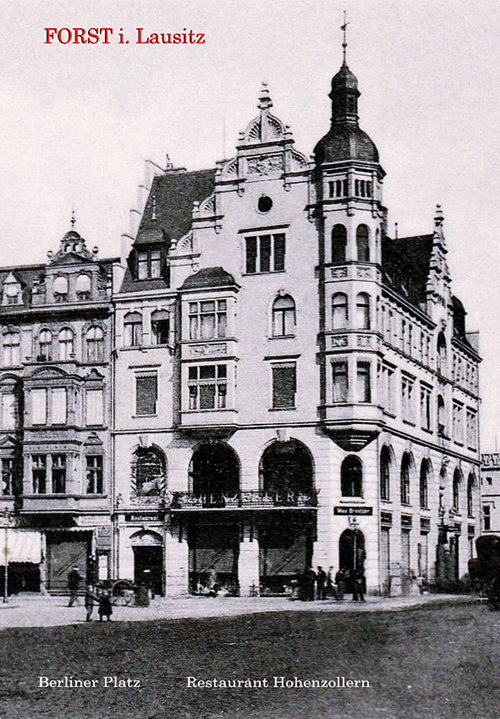
Gründungsstätte des VNBV

Die Radrennbahn Forst, die am 17. Juni 1906 eingeweiht wurde, ist eine der ältesten Deutschlands. Alljährlich werden hier zahlreiche Steherrennen veranstaltet. 1932 war die Rennbahn Drehort des Films Strich durch die Rechnung mit Heinz Rühmann. Auch der Europameister bei den Stehern wurde schon in Forst ausgefahren. Am 29./30. August 2009 fand erneut die Steher-EM in Forst statt. Die Radrennbahn wurde mittlerweile auch zur Nutzung für den Reitsport erweitert, sodass jährlich ein Reit- und Springturnier mit internationaler Beteiligung stattfindet.
Das Stadion am Wasserturm wurde 1921 eröffnet und war von 1954 bis 1975 Bestandteil der in unmittelbarer Nähe beheimateten Kinder- und Jugendsportschule, Vorgänger der Lausitzer Sportschule Cottbus.
Forster Vereine gehörten zu den Anfängen des Fußballs zu den führenden Vereinen in der Region und erreichten überregionale Erfolge. Am 14. Januar 1904 wurde der Verband Niederlausitzer Ballspiel-Vereine im Restaurant Hohenzollern in Forst (Lausitz) neu gegründet. Der FC Askania Forst und der FC Viktoria Forst standen in den 1910er und 1920er Jahren in der Meisterschaftsendrunde des DFB. Der TV 1861 Forst wurde 1927 Fußballmeister der Deutschen Turnerschaft. Der TuS Süden Forst stand 1919 und 1926 in der Endrunde der ATSB-Fußballmeisterschaft. Der SV Süden Forst und der Verein SV Rot-Weiß Forst schlossen sich 2011 zum Verein SV Lausitz Forst. Aktuell spielen die Fußballmannschaften aus Forst in unteren Ligen.
Das Lausitzer Seesportteam gehört im Seesportmehrkampf zu den leistungsstärksten Clubs dieser Sportart und stellte in den vergangenen Jahren immer wieder Deutsche Meister, vor allem in den weiblichen Altersklassen. Dieser Sport wird in Forst seit den 1960er Jahren betrieben.
Die SG Bademeusel gehört zu den besten Faustball-Mannschaften in Deutschland. Die Frauen spielten von 2006 bis 2008 in der 1. Faustball-Bundesliga Nord.
Ein ausgebautes Radwegenetz im Umkreis der Stadt ermöglicht große und kleine Touren mit dem Fahrrad. Interessant und reizvoll sind die Neißeauen, aber auch das Niederlausitzer Hinterland. Die Wege eignen sich auch für den sportlich ambitionierten Radler (asphaltiert). Jährlich zu Himmelfahrt findet eine Völkerwanderung mit dem Fahrrad in der Gegend statt.

## Persönlichkeiten

### Söhne und Töchter der Stadt
- Peter Penick (1470–1547), katholischer Kontroverstheologe, nannte sich nach seiner Geburtsstadt Sylvius – „aus Forst“
- Christian Hieronymus von Stutterheim (1690–1753), Wirklicher Geheimer Rat und Erster Minister
- Johann Martin Boltzius (1703–1765), lutherischer Pfarrer, USA-Emigrant
- Gustav Brauer (1830–1917), Unternehmer, Reichstagsabgeordneter (DRP)
- Georg Avellis (1864–1916), Laryngologe
- Hugo Baum (1867–1950), erster Botaniker und Entdecker im südlich-tropischen Innerafrika, Kunene-Sambesi Expedition
- Karl Adolf Schulz (1870–1937), Parteisekretär der SPD und Abgeordneter des Oldenburger Landtags
- Alfred Tostary (1872–1942), Sänger und Stummfilm-Regisseur
- Max Rüdiger (1875–1953), landwirtschaftlicher Technologe und Hochschullehrer in München, Hohenheim und Ankara
- Theodor Wolff (1875–1923), Politiker (SPD), Mitglied des Reichstags
- Richard Flockenhaus (1876–1943), Maler
- Ada Battke (1879–nach 1958), Schriftstellerin
- Friedrich Giese (1882–1970), Musiklehrer und Musikforscher
- Georg Wiesner (1884–1931), Oberbürgermeister von Görlitz
- Johannes Nobel (1887–1960), Indologe
- Wilhelm Braun (1889–1974), Jurist, Bibliothekar und Historiker
- Bruno Kastner (1890–1932), Schauspieler
- Georg Thomas (1890–1946), General der Infanterie (Wehrmacht)
- Wolf-Günther Trierenberg (1891–1981), Generalleutnant
- Erich Neumann (1892–1951), nationalsozialistischer Staatssekretär, Teilnehmer der Wannsee-Konferenz
- Max Seydewitz (1892–1987), Politiker (SPD/SED), Ministerpräsident Sachsens (1947–1952)
- Ernst Kantorowicz (1892–1944), Kommunalbeamter und Hochschullehrer, ermordet in Auschwitz
- Erich Gritzbach (1896–1968), SS-Führer und persönlicher Referent Hermann Görings
- Paul Hornick (1898–1964), Politiker (KPD, SED)
- Kurt Pohle (1899–1961), Politiker (SPD), MdB, MdL und Minister in Schleswig-Holstein
- Alexander Besser (1899–1978), Jurist
- Erich Vierhub (1901–1998), Manager, Vorstandssprecher der Dresdner Bank
- Paul Gebauer (1901–1963), Gewerkschafter
- Werner Heyde (alias Fritz Sawade, 1902–1964), Psychiater und Leiter der medizinischen Abteilung der „Euthanasie“-Zentrale während der Zeit des Nationalsozialismus
- Margarete Schahn (1903–1996), Politikerin (SED), Oberbürgermeisterin der Stadt Cottbus
- Max Duch (1905–1988), Chemiker und Nationalpreisträger der DDR
- Kurt Schuster (1906–1997), Maler und Grafiker
- Charlotte Beradt (1907–1986), Journalistin und Publizistin
- Hilde Scheppan (1907–1970), Opernsängerin
- Wilhelm Rescher (1911–1983), Politiker (KPD/SED), Oberbürgermeister von Potsdam
- Ulrich Riemerschmidt (1912–1989), Verleger
- Fritz Müller (1920–2001), Politiker (SED)
- Erich Geister (1921–1995), Bühnenbildner
- Wolfgang Plenert (1921–2000), Pädiater und Hochschullehrer
- Karl-Heinz Kramer (1924–2006), Filmproduzent, Dokumentarfilmer
- Ruth Altheim-Stiehl (1926–2023), Althistorikerin
- Rolaf Schahn (1928–2016), Offizier und Politiker
- Siegfried Pollack (1929–2018), Maler
- Rudolf Grenz (1929–2000), Historiker, geboren in Groß Bademeusel
- Walter Lobner (* 1930), Generalmajor der NVA
- Horst Lamberty (1931–2020), Brigadegeneral
- Jürgen Manthey (1932–2018), Schriftsteller und Literaturwissenschaftler
- Manfred Bogisch (1933–2020), Historiker und Parteifunktionär (LDPD, BFD)
- Ingrid Werner (1935–2022), Jazz- und Schlagersängerin
- Norbert Angermann (* 1936), Historiker
- Sieglinde Puttrich-Gurth (* 1937), Ärztin und Politikerin (LDPD), Abgeordnete der Volkskammer der DDR
- Jürgen Schwarz (* 1937), Politiker (DSU)
- Günter Stein (* 1937), Internist
- Lieselotte Jelowik (1937–2017), Juristin
- Peter Veddeler (* 1941), Historiker und Staatsarchivar
- Volker Neumann (* 1942), Politiker (SPD), MdB von 1978 bis 2005
- Manfred Fluß (* 1943), Mitglied der Bremischen Bürgerschaft 1971–1999, Senator der Freien Hansestadt Bremen 1994–1995
- Peter Kersten (1943–2023), „Zauberpeter“, wirkte im DDR-Fernsehen und dem MDR
- Gerhard Reinfeld (* 1944), Politiker (CDU)
- Karin Rätzel (* 1947), Oberbürgermeisterin von Cottbus
- Hartmut Goldschmidt (* 1956), Internist
- Maria Nooke (* 1958), Soziologin
- Günter Nooke (* 1959), Politiker (CDU), MdB und DDR-Oppositioneller
- Jürgen Goldschmidt (* 1961), Politiker (FDP)
- Dietmar Woidke (* 1961), seit 2013 Ministerpräsident von Brandenburg (SPD)
- Arved Birnbaum (1962–2021), Schauspieler, Regisseur und Schulleiter
- Kathrin Michel (* 1963), Politikerin (SPD), Mitglied des Deutschen Bundestages
- Frank Richter (* 1963), Bildender Künstler
- Michael Schierack (* 1966), Landtagsabgeordneter (CDU)
- Torsten Pötzsch (* 1971), Oberbürgermeister von Weißwasser
- Jens Oberhoffner (* 1972), Landtagsabgeordneter (AfD)
- Sarah-Judith Mettke (* 1981), Filmregisseurin
- Markus Lange (* 1985), DJ, Mitglied bei den Ostblockschlampen
- Franziska Trunte (* 1986), Synchronsprecherin
- Philipp Wesemann (* 1989), Politiker (SPD)
- Lars Katzmarek (* 1992), Rapper und Politiker (SPD)
- Julian Brüning (* 1994), Politiker (CDU)
- Luzie Juckenburg (* 1997), Schauspielerin

Sportler-Persönlichkeiten
- Bruno Lehmann (1896–1969), Fußballspieler
- Kurt Domke (1914–2018), Turner
- Heiner Schuster (1920–2017), Fußballspieler
- Siegfried Köhler (* 1935), Bahnradsportler
- Siegfried Aldermann (1938–2005), Fußballspieler
- Siegfried Schneider (* 1939), Volleyballspieler
- Gunhild Hoffmeister (* 1944), Leichtathletin
- Matthias Jahn (* 1948), Fußballspieler
- Michael Milde (* 1948), Radrennfahrer
- Monika Peikert (* 1952), Fünfkämpferin
- Frank-Peter Bischof (* 1954), Kanute
- Rainer Salan (* 1954), Radrennfahrer
- Detlef Ullrich (* 1955), Fußballspieler
- Bernd Mudra (1956–2024), Fußballspieler
- Siegmund Turteltaube (* 1960), Behindertensportler
- Ramona Balthasar (* 1964), Ruderin
- René Rydlewicz (* 1973), Fußballspieler und -trainer
- Martin Müller (* 1974), Radrennfahrer
- Marcel Möbus (* 1976), Radrennfahrer
- Heiko Szonn (* 1976), Radrennfahrer
- Ronny Scholz (* 1978), Radrennfahrer
- Christin Muche (* 1983), Bahnradsportlerin
- Christopher Beck (* 1984), Fußballspieler
- Stefan Schäfer (* 1986), Radrennfahrer
- Melanie Gernert (* 1987), Volleyballspielerin
- Romy Kasper (* 1988), Radrennfahrerin
- Thomas Schneider (* 1988), Leichtathlet
- Franz Schiewer (* 1990), Radrennfahrer
- Victoria Krug (* 1998), Fußballspielerin
- Philip Kuschel (* 1998), Eishockeyspieler
- Robin Wilzeck (* 1999), American-Football-Spieler
- Julian Krahl (* 2000), Fußballspieler

### Mit Forst verbundene Persönlichkeiten
- Luise Elisabeth von Württemberg-Oels (1673–1736), Herzogin von Sachsen-Merseburg, in Forst hatte sie über Jahrzehnte ihren Witwensitz
- Christian August Jacobi (1688–nach 1725), Komponist, seit 1717 für vier Jahre Kapelldirektor der Herzogin Luise Elisabeth von Sachsen-Merseburg in Forst
- Korbinian Brodmann (1868–1918), Neuroanatom, die Grabstätte befindet sich auf dem Hauptfriedhof in Forst
- Rudolf Kühn (1886–1950), Architekt, Stadtbaurat in Forst
- Gottlob Philipp, gründete 1872 die Forster Pianofabrik Philipp in der Cottbuser Straße[27]
- Brigitte Frank (1895–1959), aufgewachsen in Forst, Ehefrau des nationalsozialistischen Politikers Hans Frank
- Gerhard Pohl (1937–2012), Politiker (CDU), 1990 kurzzeitig DDR-Minister für Wirtschaft
- Klaus-Dieter Stenzel (* 1950), Bundesliga-Schiedsrichter, seit 1983 wohnhaft in Forst
- Andreas Klöden (* 1975), Radrennfahrer, ausgebildet bei der SG Dynamo Forst